# Hymenochaonia nanciae
Hymenochaonia nanciae är en stekelart som beskrevs av Elbert Halvor Ahlstrom 2005. Hymenochaonia nanciae ingår i släktet Hymenochaonia och familjen bracksteklar. Inga underarter finns listade i Catalogue of Life.